# Occhi dalle stelle
Occhi dalle stelle è un film del 1978 diretto da Mario Gariazzo con lo pseudonimo di Roy Garrett. È un film italiano di fantascienza che ha per tema l'apparizione di extraterrestri e la teoria del complotto sugli UFO.

## Trama
Sviluppando delle pellicole fotografiche riprese in una radura con la sua modella, un fotografo si accorge che sulle foto appaiono degli extraterrestri che sono sfuggiti alla visione ad occhio nudo. Decide così di tornare sul posto, ma viene rapito dagli alieni che lo portano a bordo del loro disco volante. La stessa sorte tocca alla modella che si era messa alla ricerca del fotografo scomparso, e che verrà successivamente ritrovata in stato di shock.
Nessuno sembra preoccuparsi della sorte dei due scomparsi fino a quando un giornalista viene in possesso delle pellicole fotografiche e, coadiuvato da un ufologo, si mette alla loro ricerca sperando così anche di provare l'esistenza degli extraterrestri, senza sapere però che sulle loro tracce c'è una misteriosa organizzazione internazionale segreta che ha tutto l'interesse di mettere a tacere ogni notizia che riguardi la presenza aliena sulla Terra.

## Produzione

### Cast
Nel cast appaiono, oltre a Martin Balsam e a Nathalie Delon (moglie di Alain Delon), Robert Hoffmann (noto per avere interpretato Robinson Crusoe in uno sceneggiato televisivo di successo).

## Accoglienza e critica
(Fantafilm)